# المتحف الوطني الكوري
المتحف الوطني الكوري هو المتحف الرائد للفن والتاريخ الكوري في كوريا الجنوبية ويعد المنظمة الثقافية الممثلة لكوريا. ولقد أجرى المتحف منذ إنشائه في عام 1945 العديد من الدراسات والأبحاث في مجالات علم الآثار والتاريخ والفن مستمراً في تطوير مجموعة متنوعة من المعارض والبرامج التعليمية.
ذكرت المصادر في عام 2012 أنه منذ انتقال المتحف إلى منطقة يونجسان في عام 2005 أستقطب حضور20 مليون زائر. ولقد ذكر استطلاع أجرته حكومة مدينة سول في نوفمبر 2011 لما يقارب 2000 زائر أجنبي، أن زيارة المتحف هو أحد الأنشطة المفضلة لديهم في مدينة سول، وهو أحد أكبر المتاحف في آسيا.

## التاريخ

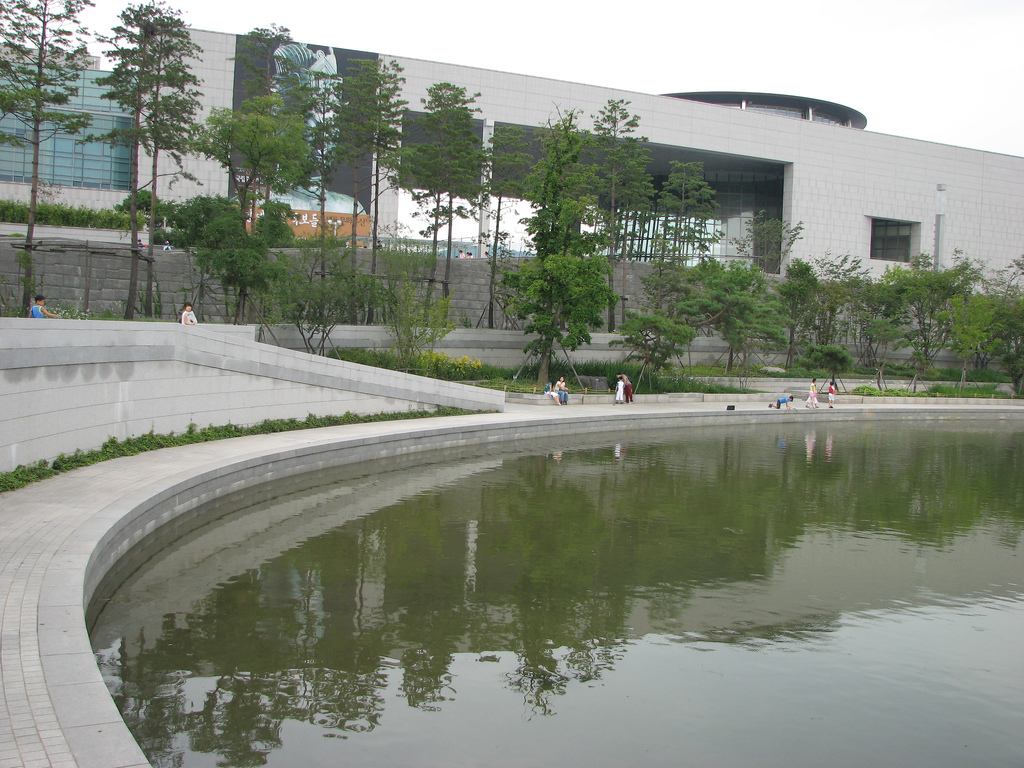
المظهر الخارجي للمتحف

أنشأ الإمبراطور سون جونج أول متحف في كوريا، وهو متحف القصر الامبراطوري، في عام 1909. لقد كانت سيطرة اليابان على كوريا هي نواة المتحف الوطني ومتحف القصر الوطني في تشان جدوك جونج والمتحف العام للحكومة اليابانية، والذي أُنشِئ عندما حصلت كوريا الجنوبية على استقلالها في عام 1945.
نُقِلت 20,000 قطعة من المتحف إلى مدينة بوسان بأمان تجنباً للدمار خلال الحرب الكورية. وضُم المتحف عندما أُعيد إلى سيول بعد الحرب إلى كلٍ من قصر جيونج بوكجنج وقصر دوكسو جونج. ونُقل المتحف مرة أخرى إلى المبنى الجديد في أرض قصر جيونج بوكجنج في عام 1972. نُقل المتحف مرة أخرى في عام 1986 إلى جونجانج شيونج، وهو مبنى الحكومة اليابانية العام سابقاً، حيث ضُم (مع بعض الجدل والانتقادات) حتى هُدم في عام 1995. وافتُتِح المتحف للعامة في مباني مؤقتة في قاعة التربية المجددة، قبل إعادة افتتاح المتحف رسمياً في مبناه الجديد في منتزه يونجسان العائلي في 28 أكتوبر في 2005.
افتُتح المتحف أخيراً في مبناه الجديد في منتزه يونجسان العائلي في سول في كوريا الجنوبية في أكتوبر 2005. ويقع المتحف على ملعب غولف سابق كان جزءًا من محمية يونجسان والقيادة المركزية للقوات الأمريكية المتمركزة في كوريا.
وقد أعاد الجيش الأمريكي جزءًا من الأرض في عام 1992 إلى الحكومة الكورية، والذي أصبح فيما بعد منتزه يونجسان العائلي. بينما بدأت التخطيطات للمتحف في منتزه يونجسان العائلي في عام 1993، فقد تأجل افتتاحه مراراً وتكراراً بسبب مهبط الطائرات الذي نُقل في نهاية المطاف في عام 2005 بالاتفاق المتبادل.
يحتوي المتحف على أكثر من 310,000  قطعة في مجموعته مع ما يقارب 15,000 قطعة معروضة في وقت واحد. كما يعرض المتحف الآثار والتحف في كل مكان في صالات المعرض الست، مثل معرض حقبة ما قبل التاريخ والتاريخ القديم ومعرض العصور الوسطى وأوائل التاريخ الحديث ومعرض التبرعات ومعرض اللوحات والخط ومعرض الفن الآسيوي ومعرض النحت والحرف اليدوية.
وهو سادس أكبر متحف في العالم من حيث المساحة الأرضية التي تغطي حالياً مجموع 295,551 متر مربع (3,180,00 قدم مربع). بُني المبنى الرئيسي من أجل حماية القطع الأثرية داخل المتحف ليتحمل زلزال بقوة 6,0 على مقياس ريختر، وجُهِزت حجرات العرض بمنصات لامتصاص الصدمات. وهناك نظام إضاءة طبيعية مستورد يستخدم أشعة الشمس بدلاً من الإضاءة الصناعية ونظام تكييف هوائي ذو تصميم خاص. كما صُنع المتحف أيضاً من مواد مقاومة للحرائق. ويحتوي المتحف على قاعات عرض خاصة ومرافق تعليمية ومتحف للأطفال ومعارض خارجية ضخمة ومطاعم ومقاهي ومحلات تجارية.

## التصميم

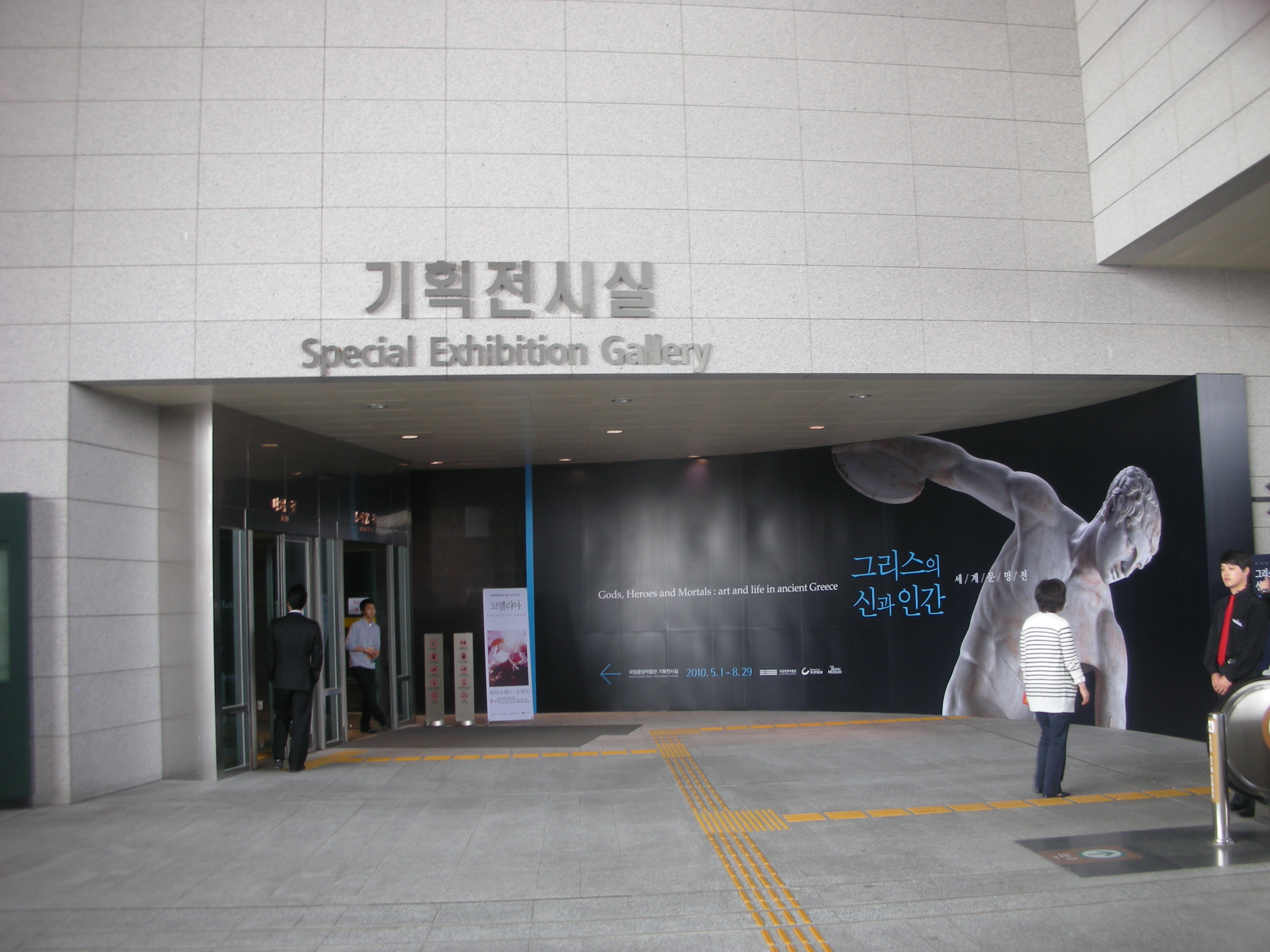
قاعة المعرض الخاصة

ينقسم المتحف إلى ثلاثة طوابق، حيث يرمز الجزء الأيسر من المتحف إلى الماضي، بينما يرمز الجزء الأيمن إلى المستقبل. ويتضمن الطابق الأرضي متنزه وحديقة نباتات طبيعية وشلالات وحمامات سباحة، بالإضافة إلى مجموعة من المعابد والأبراج البوذية والفوانيس والمسلات (بما في ذلك الكنز الوطني الكوري رقم2 وجرس بوسينقاك العظيم ونماذج للأجراس الكورية في حقبة جوسون).

### الطابق الأول
يوجد في الطابق الأول معرض حقبة ما قبل التاريخ والتاريخ القديم الذي يحتوي على ما يقارب 4500 تحفة فنية من العصر الحجري إلى عصر شلا الموحدة المستخرجة من مواقع من جميع أنحاء كوريا. كما يحتوي على غرف المعرض التسع وهي غرف العصر الحجري القديم وغرف العصر الحجري الحديث وغرف عصر فخار جلمن وغرف عصر فخار ممن وغوجوسون وغرفة ممالك كوريا الثلاث وغرفة غوغوريو وغرفة بايكتشي وغرفة غايا وغرفة شلا. تراوحاً بين الصخور المحطمة والحلي الملكية القديمة الفاخرة، تُظهر هذه الآثار رحلة المستوطنين الأوائل في شبه الجزيرة نحو ابتكار ثقافة فريدة وخاصة بهم.
يمكن العثور على أهم القطع الأثرية من المواقع والمستوطنات مثل نقوش بانغداي الصخرية وسونجونج في غرفة العصر الحجري الحديث وغرفة العصر البرونزي.
بالإضافة إلى ذلك يوجد في الطابق الأول معرض القرون الوسطى ومعرض أوائل التاريخ الحديث والذي يعرض التراث الثقافي والتاريخي لفترة شلا الموحدة وبالهاي وغوريو ومملكة جوسون. تشتمل غرف المعرض الثمان على غرفة شلا الموحدة وغرفة بالهاي وغرفة غوريو وغرفة جوسون.

### الطابق الثاني
يحتوي الطابق الثاني على معرض التبرعات ومعرض اللوحات والخط والذي يتكون من 890 قطعة فنية تعرض الفنون التقليدية والدينية لكوريا في خطوط وألوان. وينقسم معرض اللوحات والخط إلى أربعة غرف: غرفة اللوحات وغرفة الخط وغرفة اللوحات البوذية والسارانبانغ (غرفة الرسام).
يحمل معرض التبرعات 800 قطعة فنية خاصة تبرع بها مجموعة من جامعي القطع الأثرية. وينقسم المعرض إلى إحدى عشر غرفة: غرفة مجموعة لي هونق كونج وغرفة مجموعة بارك يونج سوك وغرفة مجموعة شوي يونج دو وغرفة مجموعة بارك بيونج راي وغرفة مجموعة يو شانج جونج وغرفة مجموعة كانيكو كازوشيج وغرفة مجموعة الهاشيوما تاداسو وغرفة مجموعة ايوشو إيزاو وغرفة مجموعات أخرى.

### الطابق الثالث
يحتوي الطابق الثالث على معرض المنحوتات والحرف اليدوية والذي يتكون من 630 قطعة تمثل المنحوتات والحرف اليدوية البوذية في كوريا. وتتكون أبرز القطع في المعرض من تركيبات قوريو سيلادون والكنز الوطني الكوري رقم 83 تمثال مايتريا (متأمل بوذيساتفا). وغرف المعرض الخمس وهي غرفة الفنون المعدنية وغرفة السيلادون وغرفة سلع بنتشونغ وغرفة بورسلان جوسون الأبيض وغرفة المنحوتات البوذية.
كما يوجد معرض الفنون الآسيوية في الطابق الثالث أيضاً، ويحتوي على 970 قطعة تكشف أوجه التشابه والاختلاف بين الفن الآسيوي والتقاء الفن الآسيوي والغربي من خلال طريق الحرير. والغرف الخمسة وهي غرف الفنون الهندية وجنوب شرق الآسيوية وغرفة الفنون الآسيوية الوسطى وغرفة الفنون الصينية وغرفة آثار أعماق البحر في سينان وغرفة الفنون اليابانية.

## المجموعات

### تاج سيلا الذهبي، الكنز الوطني الكوري رقم 191

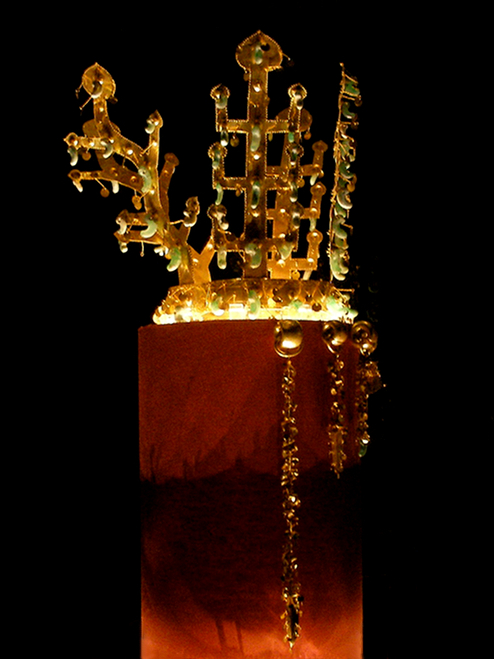
تاج سيلا الذهبي

أُستخرج تاج سيلا الذهبي في القرن الخامس من قبر هوانقنام دايشونج الشمالي في جيونجو. وقد عُثر على حُلي في الضريح الشمالي أكثر مما عُثر عليه في الضريح الجنوبي، ومن ضمنها حزام من الفضة وحُلي منقوشة بالهندية (بمعنى حزام مدام)، ويُعتقد أن الضريح الشمالي كان يعود لامرأة. كما ويشير التاج الذهبي إلى الحالة السياسية والاجتماعية لصاحبه.

### تمثال مايتريا (متأمل بوذيساتفا) الكنز الوطني الكوري رقم 83

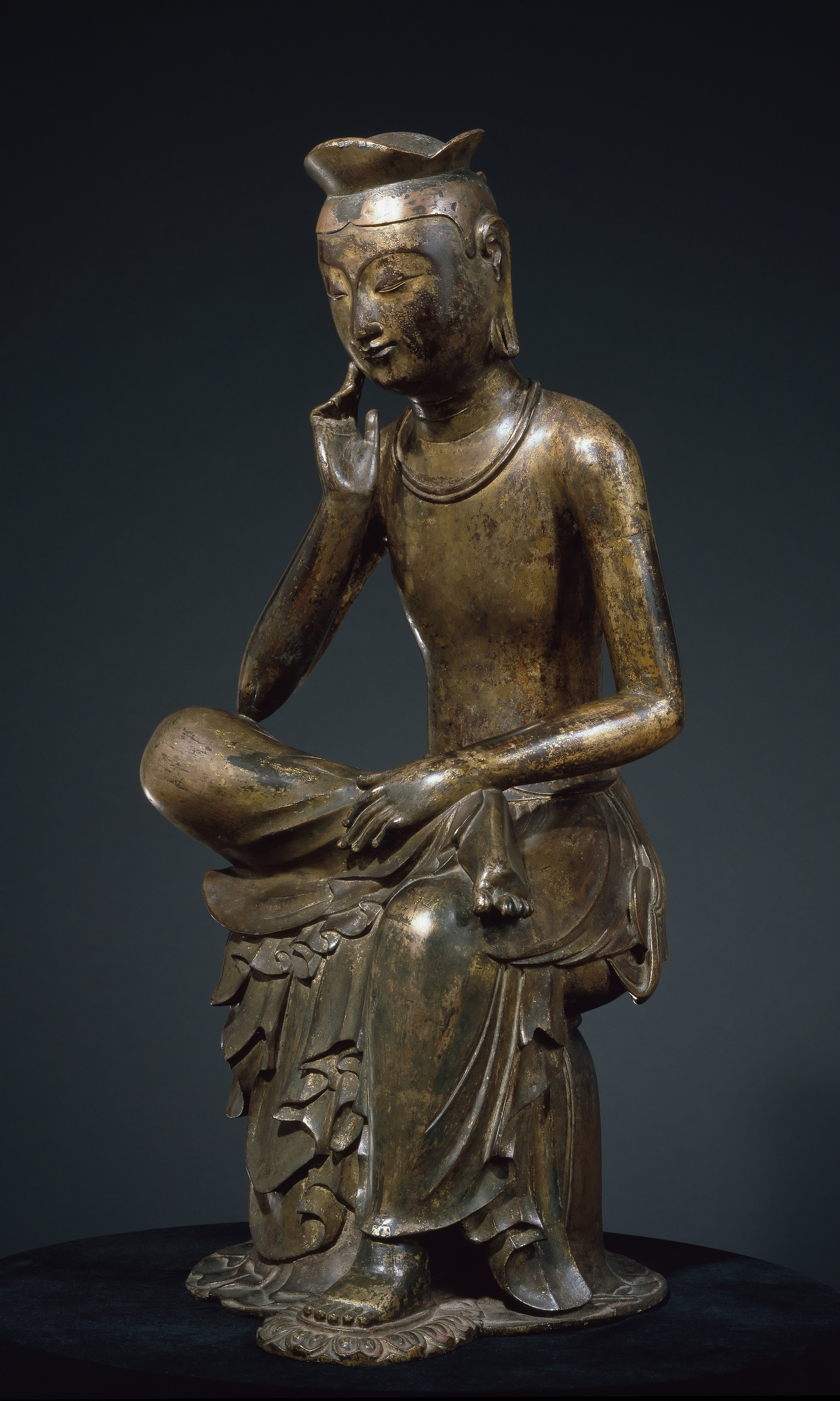
متأمل بوذيساتفا

شُيد هذا التمثال في أوائل القرن السابع، حيث يُمثل شخصاً واضعاً ساقاً فوق الأخرى وشارد الذهن واضعاً أصابعه على أحد خديه. إن فكرة هذا التمثال بهذه الوضعية مُستمدة من وضعية بوذا التي يفكر فيها بحياة البشر. وقد صُنع هذا التمثال مع تاج مسطح يسمى «تاج الجبال الثلاثة» أو «تاج زهرة اللوتس» وجسد عاري ما عدا عقد بسيط يرتديه. وهذا التمثال مشابه كثيراً لمتأمل بوذيساتفا الخشبي في معبد كوريوجي في مدينة كويوتو في اليابان، والذي يُعتقد أن راهب من شلا هو من عثر عليه. مما يعني أن هذا التمثال قد يكون صُنع في حقبة شلا. ومع ذلك، فقد يُعتبر من فترة بايك جي لما له من شكل متوازن وطريقة عرض أنيقة والبراعة المتكررة في صنعه.

### مبخرة سيلادون المخرمة، الكنز الوطني الكوري رقم 95

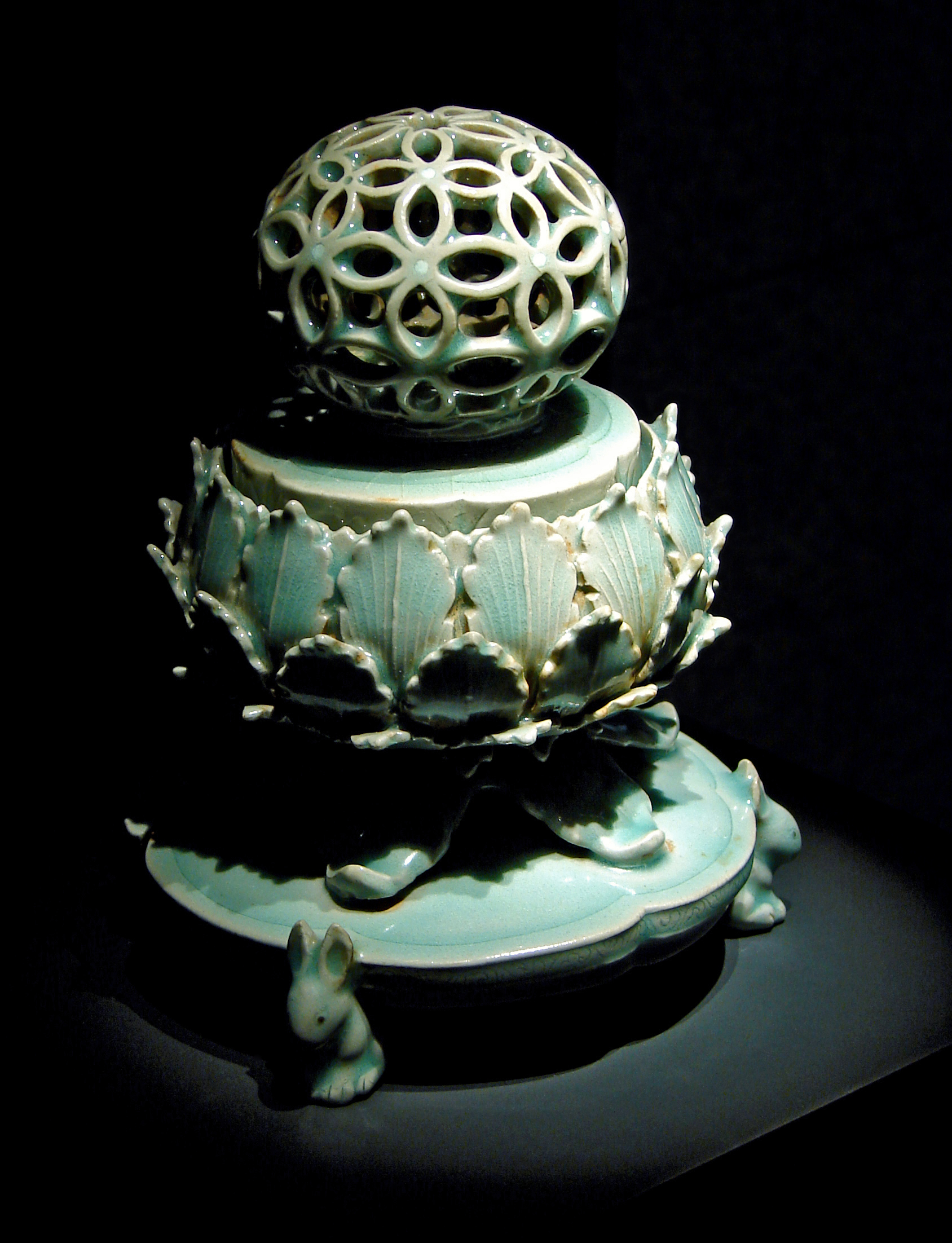
مبخرة سيلادون المخرمةمثلت

المبخرة في القرن الثاني عشر أحد مباخر سيلادون جوريو الأكثر جودة. وتتألف من غطاء (مثقوب من المنتصف لنشر البخور) وموقد ودعامة. وقد نُحت فوق ثقب البخور مقبض بسبعة تصاميم ثمينة لمساعدة الدخان على الانتشار.

### معبد جيونغ شونسا البوذي ذو القصص العشر، الكنز الوطني الكوري رقم 86

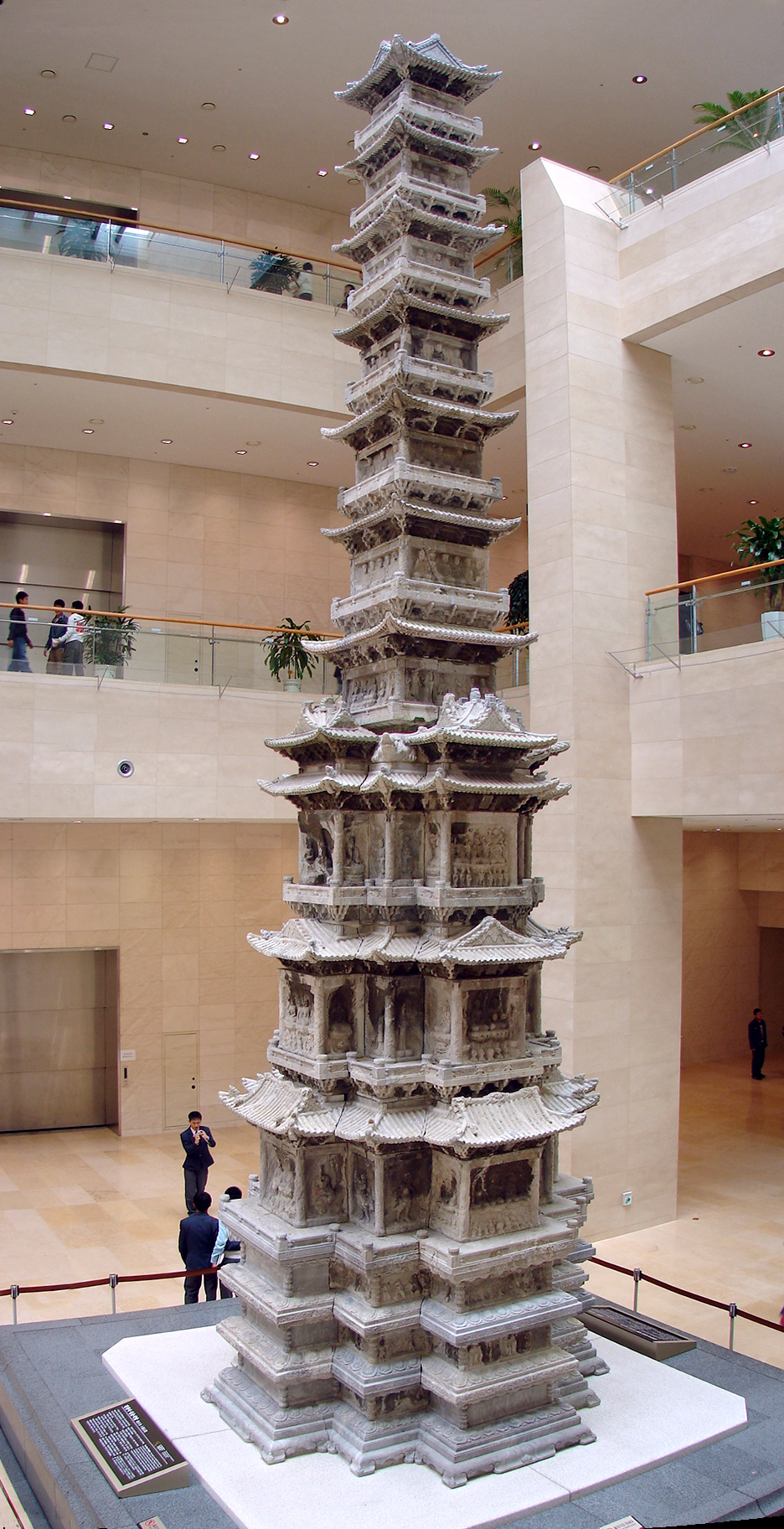
معبد القصص العشر

كان معبد جيونغ شونسا البوذي ذو القصص العشر في الأصل قائماً في دير جيونغ شونسا في السنة الرابعة (عام 1348) في عهد ملك جوريو الملك شانج موك. في عام 1907 تم تهريبه بطريقة غير قانونية من قبل مسؤول قضاء ياباني، لكن تم اعادته في عام 1918 بناء على طلب الصحفيين البرياطنين والأمريكين منهم بيثيل وهالبرت. في عام 1960 أُرجع الي قصر جيونج بوك جانج، ولكن أُثبت أنه من الصعب المحافظة عليه بسبب الأمطار الحمضية والطقس. لذلك تم تفكيكة مرة أخرى في عام 1995 ليوضع داخل المتحف الوطني الكوري «الطريق إلى التاريخ» عندما أُعيد افتتاحه في 2005.

### مختارات من رسومات دانون، الكنز الوطني الكوري رقم 527

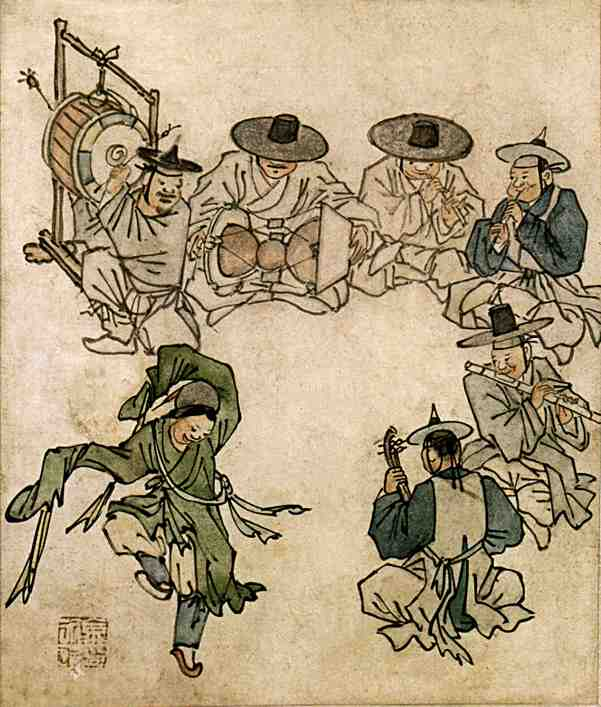
"الفتى الراقص" بريشة دانون.

عُرف الرسام كم هونغ دو والمعروف أيضاً باسم دانون في القرن الثامن عشر بلوحاته الصريحة والدعابية لحياة الشعب. وتتكون هذه المجموعة من خمسة وعشرين لوحة تُركز جميعها على الشخصيات من دون أي ملامح في الخلفية. كما تبدو لوحات كيم سطحية ومع ذلك تظهر لمسات الفرشاة التعبيرية والتراكيب المتوازنة. ويُعتقد أن كيم بدأ بهذا النوع من الرسم عندما كان في أواخر الثلاثينات، وانتهت مجموعته عندما كان في الأربعين من عمره.

### مخطوطات اوقيو جانج قوك
شُيدت مكتبة قيو جاج قوك الملكية على أراضي قصر شانج ديوكجونج في العاصمة بأمر من الملك جيونجو، الحاكم الثاني والعشرين للجوسون في 1776. وتطورت المكتبة مع مرور الوقت إلى معهد أبحاث ترعاه الدولة. وشُييد مرفق للمكتبة الملكية اسمه أوقيو جانج قوك في عام 1782، كما أُنشئ أيضاً على جزيرة جانجوها للحفاظ على الوثائق المهمة المتعلقة بالأسرة المالكة بطريقة أكثر تنظيماً وأماناً مما يمكن القيام به في العاصمة. خزنت أوقيو جانج قوك نسخاً من كتابات وخطوط لملوك وسلالة أنساب سابقة ومخطوطات وممتلكات أخرى، أي أنه يمكن تسميتها بمخزن ثقافة العائلة الملكية. وتُعد اليوقوي مجموعة من المخطوطات التي تتعلق بالتحضيرات وسير أحداث الاحتفالات التي ترعاها الدول والخاصة بالأعضاء المهمين من عائلة الجوسون المالكة. كما يشرح النص كل عملية بالتفصيل مدعوماً برسوم يدوية توضيحية بشكل متقن. تخدم هذه المجلدات كمرجع للأجيال القادمة عندما يحين الوقت لتنظيم احداث واحتفالات مماثلة وبالتالي للحد من التجربة والأخطاء. بدأ إنتاج هذه المخطوطات في القرن الخامس عشر خلال أوائل حقبة جوسون، وأستمر هذا التقليد حتى نهاية المملكة في أوائل القرن العشرين. كما أن هدفهم الحفاظ على العناصر الأساسية للثقافة الكونفوشيوسية العالمية والتي تبجل الشعائر والتملك. وتكشف هذه الأعمال النظام والفلسفة الحكومية التي أُديرت بها الدولة في فترة جوسون. واعتُرِف بقيمتها التاريخية والثقافية على مستوى العالم عندما أُدرجت «المراسم الملكية لسلالة جوسون» في اليونسكو، سجل ذاكرة العالم في 2007. آوى المتحف 297 مجلداً من المخطوطات أو «المراسم الملكية» من سلالة جوسون، والتي سُلبت في عام 1866 خلال حملة فرنسا ضد جوسون وأُبقيت في مكتبة فرنسا الوطنية، وأُعيدت من شهر أبريل إلى يونيو على أربع دفعات. احتُفظ بمخطوطات عودة أوقيو جانج قوك من فرنسا: سجلات طقوس الدولة في سلالة جوسون منذ 19 يوليو وحتى 18 سبتمبر عام 2011. كما عرض المتحف خمسة نسخ للإعلام بجانب بعض الأغطية الحريرية لمجلدات أخرى قبل المعرض في شهر يونيو عام 2011.

## وصلات خارجية
- الموقع الرسمي